# Charles-Guy-François Agier
Charles Guy François Agier est un homme politique français né le 29 août 1753 à Saint-Maixent-l'École (Deux-Sèvres) et mort le 30 mai 1828 à Niort (Deux-Sèvres).
Lieutenant général criminel de la sénéchaussée de Saint-Maixent, puis procureur du roi, il est député du tiers état aux États généraux de 1789. Il s'éloigne progressivement des révolutionnaires et refuse, en 1791, un siège à la cour de cassation. Suspect sous la Terreur, il est nommé commissaire près le tribunal civil de Niort en 1800 puis passe procureur impérial. Il reste en fonction jusqu'en 1827.

## Sources
- « Charles-Guy-François Agier », dans Adolphe Robert et Gaston Cougny, Dictionnaire des parlementaires français, Edgar Bourloton, 1889-1891 [détail de l’édition]